# Mohamed Ali Abdourahman
Mohamed Ali Abdourahman (10 luglio 1998) è un calciatore gibutiano, difensore del Port.

## Carriera

### Nazionale
Debutta in Nazionale il 4 settembre 2015, in Gibuti-Togo.